# 100% (Lotta Engberg & Triple & Touch-låt)
100% är en sång, skriven av Torgny Söderberg och Monica Forsberg. Sången framfördes av Lotta Engberg och gruppen Triple & Touch i den svenska Melodifestivalen 1988 och fick en tredje plats med 47 poäng. Sångtexten beskriver dagarna i människornas liv som en berg- och dalbana, och handlar om kärlek.
Sångerna 100% och Lång natt mot gryning från albumet 100% utkom 1988 på en singel. Singeln placerade sig som högst på 13:e plats på den svenska singellistan.
Melodin testades på Svensktoppen, där den låg i tio veckor under perioden 3 april-5 juni 1988, med förstaplatser de två första veckorna.

## Låtlista

### Sida A
1. 100% (med Triple & Touch)

### Sida B
1. Lång natt mot gryning

## Listplaceringar
| Lista (1988) | Topplacering |
| ------------ | ------------ |
| Sverige      | 40.          |

## Coverversioner
- Det svenska dansbandet Vikingarna spelade 1988 in en coverversion på sången.
- 1989 den finländske sångerskan Ritva Elomaa in en finskspråkig coverversion vid namn Täydellinen onni.
- Danska Birthe Kjær har spelat in melodin med text på danska.
- Låten framfördes i Dansbandskampen 2008 av Kalas.